# Előkészítéstechnika
Az előkészítéstechnika tárgya a mechanikai eljárástechnikai, vagy röviden előkészítéstechnikai rendszerek, ill. előkészítési folyamatok és gépek technológiai, ill szerkezeti kialakítása, tervezése és üzemeltetése, az előkészítéstechnikai rendszerek altípusainak (aprító-, őrlőmű, osztályozómű, dúsítómű, hulladékelőkészítő, brikettüzem, keverő-homogenizáló mű, …) vizsgálata, továbbá az előkészítéstechnikai rendszerek gazdasági értékelése.